# Абу-ль-Араб II ибн Химайр аль-Гафири
Абу-л-Араб ибн Химайр аль-Гафири (? — 1749) — имам Омана из династии Аль Йаруб (1728—1737, 1743—1749). Он был избран имамом в 1728 году, удерживая власть во внутренних районах Омана, в то время как его двоюродный брат, Сайф II ибн Султан, удерживал власть на побережье. В 1737 году он отказался от своих притязаний после поражения от персидских союзников Сайфа ибн Султана. Он снова был избран имамом в 1743 году во время очередного персидского вторжения и снова удерживал власть во внутренних районах страны, в то время как Ахмед ибн Саид Аль-Бусайди был признан правителем прибрежным народом. Он погиб в битве против Ахмеда ибн Саида в 1749 году, который вскоре стал бесспорным правителем страны.

## Борьба за власть с Сайфом II ибн Султаном
В 1724 году имам Омана Сайф II ибн Султан был свергнут Мухаммедом ибн Насиром, который был избран имамом 2 октября 1724 года. Его соперник, Халф ибн Мубарак, начал восстание среди северных племен. В сражении при Сухаре в 1728 году были убиты Халф ибн Мубарак и Мухаммед ибн Насир. Гарнизон Сухара признал Сайфа II ибн Султана имамом, и он был вновь посажен на престол в Низве. Однако некоторые жители Эз-Захиры избрали имамом двоюродного брата Саифа Абу-л-Араба ибн Химайра.
Началась длительная борьба, в которой Сайф ибн Султан не смог одолеть Абу-л-Араба ибн Химайра. Он послал своего брата, Абу-л-Араба ибн Султана, помочь племени бени Рувайха, с которым сражался Абу-л-Араб инб Химайр. Результатом стало поражение бени Рувайха, которые теперь признали имамом Абу-л-Араба ибн Химайра. Абу-л-Араб ибн Химайр вернулся в Низву и начал операцию по покорению окрестностей. Он взял Белад Саит, а затем Бахилу. После этого соперничающие имамы оставались вооруженными, но избегали военных действий в течение нескольких лет. Абу-л-Араб пользовался поддержкой племени Гафири и контролировал большую часть внутренних районов страны, постепенно завоевывая господство на суше. Однако, хотя Сайфа ибн Султана поддерживали только бени Хина и несколько союзных племен, у него был флот и главные морские порты Маскат, Барка и Сухар. Противостояние имело катастрофические экономические последствия.
Около 1736 года Саиф ибн Султан нанял отряд белуджей, вооруженных мушкетами, и послал их под предводительством своего брата Абу-л-Араба ибн Султана, но они были разбиты Абу-л-Арабом ибн Химайром. В отчаянии Сайф ибн Султан обратился за помощью к персидскому правителю Надир-шаху. Персы прибыли в марте 1737 года. Сайф ибн Султан присоединился к персам. Они двинулись к Аз-Захире, где встретились и разбили войска Абу-л-Араба ибн Химайра. Абу-л-Араба ибн Химайр поспешил обратно в Низву и укрепил оборону. Персы продолжали продвигаться вглубь страны, захватывая города, убивая, грабя и захватывая рабов. Сайф ибн Султан поссорился с персами и отправился в Маскат. Персы завершили свой поход и вновь высадились в Маскате, захватив с собой добычу.

## Борьба с персами
После своего поражения в 1737 году Абу-л-Араб ибн Химайр согласился отказаться от своих притязаний на звание имама. В течение нескольких лет Сайф II ибн Султан был бесспорным правителем Омана, хотя племена не оказывали ему искренней поддержки. Сайф ибн Султан вел самодовольную жизнь, которая настроила племена против него. В феврале 1742 года был провозглашен ещё один соперник имама из рода Аль Йаруб, Султан ибн Муршид ибн Джади, внук имама Саифа I ибн Султана. Султан ибн Муршид был провозглашен в Нахле и начал борьбу против Сайфа ибн Султана, который снова обратился к персам за помощью и пообещал уступить им Сухар. Только что закончив победоносную кампанию в Индии, Надир-шах отправил экспедицию из 6000 человек под командованием Мирзы Мухаммеда Таки-хана, которая прибыла в Джульфар около октября 1742 года. Персы осадили Сухар, также послали войска в Маскат, но не смогли занять ни то, ни другое место.
В 1743 году Сайфа ибн Султана обманом заставили сдать последние крепости в Маскате, когда он был пьян на пиру, и вскоре он умер. Персы взяли Маскат и снова напали на Сухар с севера. Имам Султан ибн Муршид был смертельно ранен под стенами Сухара в середине 1743 года. Вместо него имамом был избран Абу-л-Араб ибн Химайр. Однако он завидовал популярному губернатору Сухара Ахмеду ибн Саиду Аль-Бусайди и не оказывал военной поддержки. Выдержав девять месяцев осады Сухара, Ахмед ибн Саид Аль-Бусайди договорился о почетной капитуляции и был утвержден губернатором Сухара и Барки в обмен на выплату дани. В 1744 году он был избран новым имамом Омана. Персидские войска истощались из-за дезертирства. В 1747 году Ахмед пригласил оставшийся персидский гарнизон на пир в свой форт в Барке, где он устроил резню.

## Финальная борьба с Ахмедом ибн Саидом
После того как Ахмед ибн Саид Аль-Бусайди изгнал персов из Омана, племена хинави признали его имамом, как и некоторые племена гафири. Абу-л-Араб ибн Химайр сохранил поддержку некоторых Гафири из Дхайреха и Семаила. Абу-л-Араб ибн Химайр собрал сильный отряд и двинулся на Маскат, но не смог взять этот город. Затем он попытался захватить Сухар. Ахмед выступил, чтобы поддержать оборону, но был предан своими солдатами в битве при Битне около начала 1745 года и вынужден бежать. В течение нескольких лет Абу-л-Араб ибн Химайр был признан законным имамом, полностью контролирующим внутренние районы, в то время как Ахмед ибн Саид оставался на побережье. В 1749 году Ахмед ибн Саид собрал армию и двинулся против Абу-л-Араба, который стоял лагерем близ Джебель-Ахдара с меньшими силами. В последней битве, во второй половине 1749 года, Абу-л-Араба ибн Химайр был разбит и убит. Это был конец власти династии Аль Йаруб. Измученные войной оманские племена объединились под командованием Ахмеда ибн Саида, основавшего новую династию Аль Саид.